# Aira (kaldera)
Kaldera Aira (jap. 姶良カルデラ Aira-karudera) – podłużna kaldera (o wymiarach 17 x 23 km) superwulkanu na południu wyspy Kiusiu (Kyūshū), w zatoce Kagoshima. 
Powstała podczas erupcji 22 tys. lat temu. Wybuch miał siłę VEI-7, wyrzucił w powietrze 110 km³ materiału piroklastycznego, który dotarł na odległość ok. 1000 km.
We wnętrzu kaldery znajduje się czynny wulkan Sakurajima, który powstał 13 tys. lat temu. Znajduje się w północnej części zatoki Kagoshima. Wulkan Sakurajima leży ok. 8 km na południe od centrum kaldery. Ma trzy szczyty: Kita-dake (szczyt północny – 1117 m n.p.m.), Naka-dake (szczyt centralny – 1060 m) i Minami-dake (szczyt południowy – 1040 m).

## Galeria

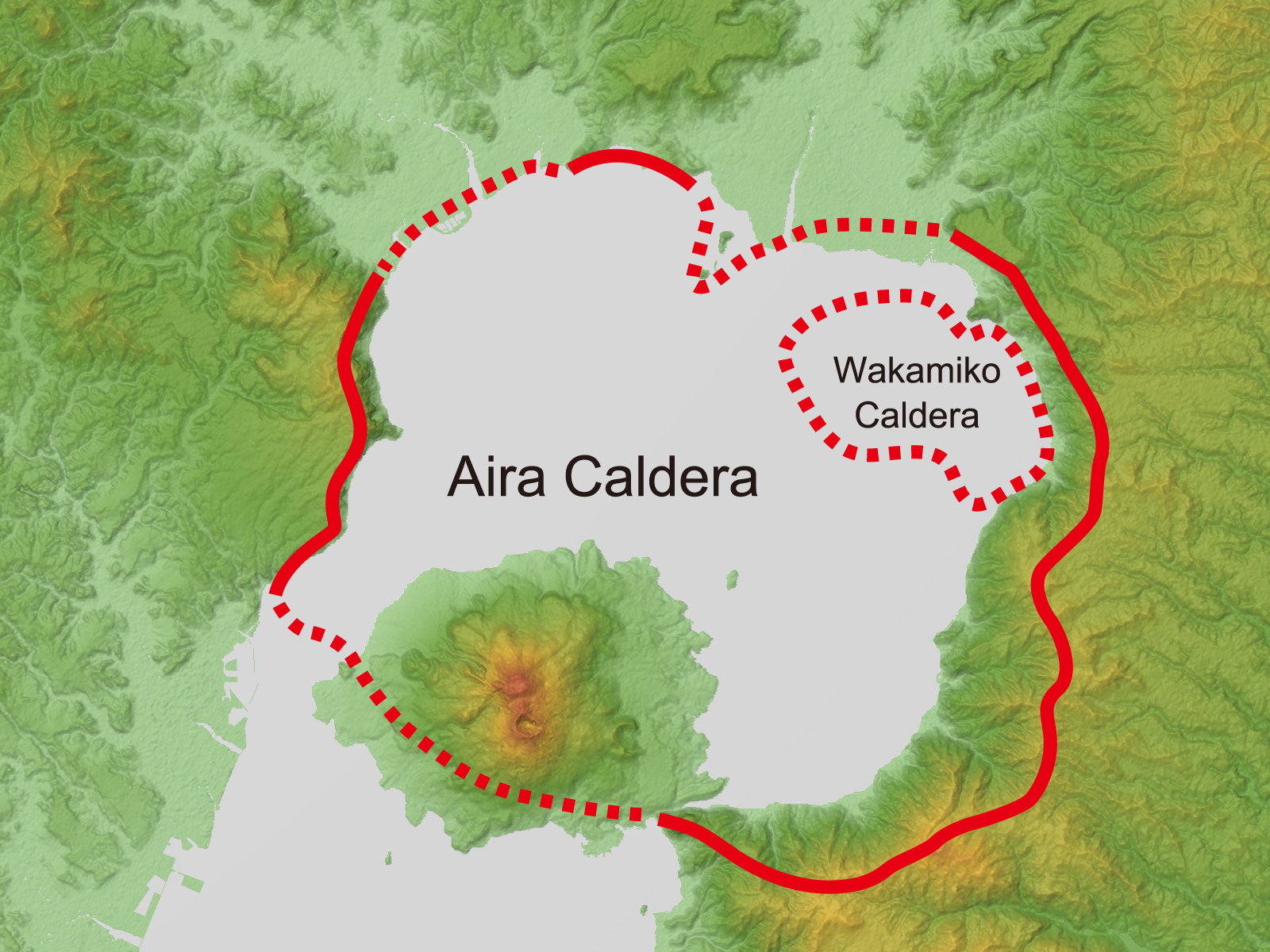
Kaldera Aira i wulkan Sakurajima w jego wnętrzu
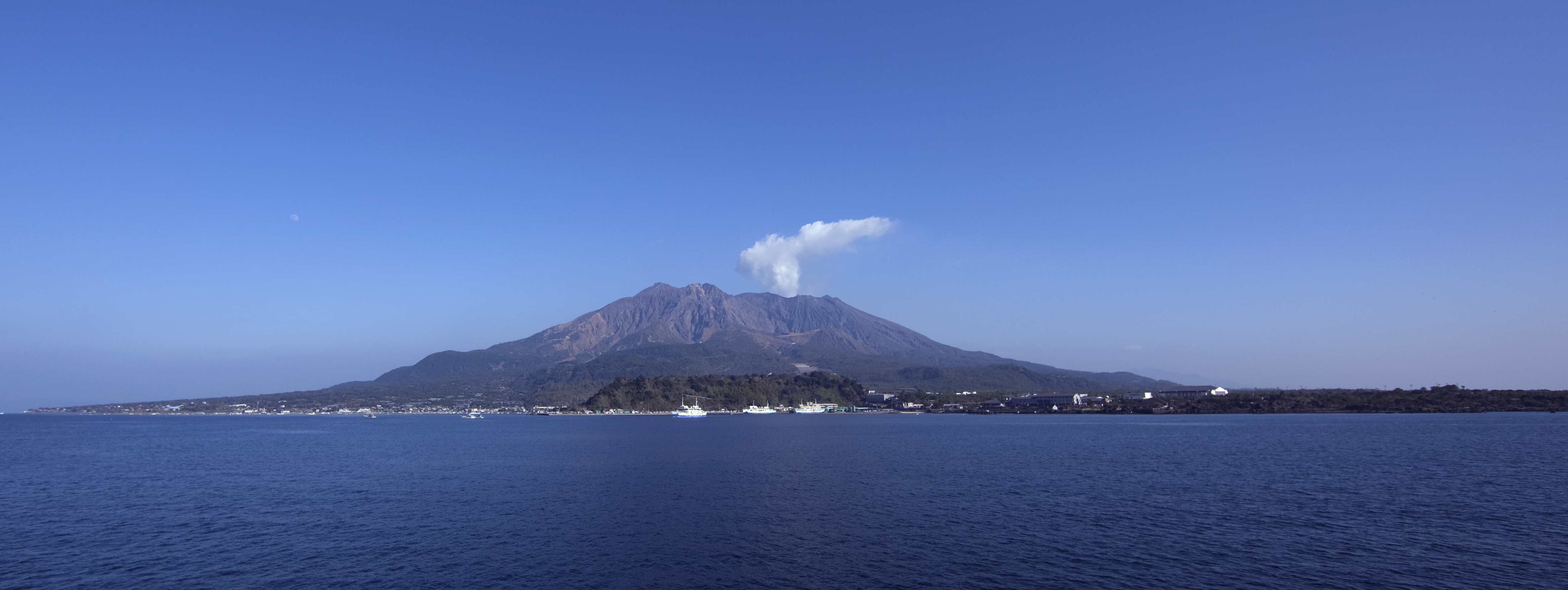
Sakurajima i zatoka Kagoshima
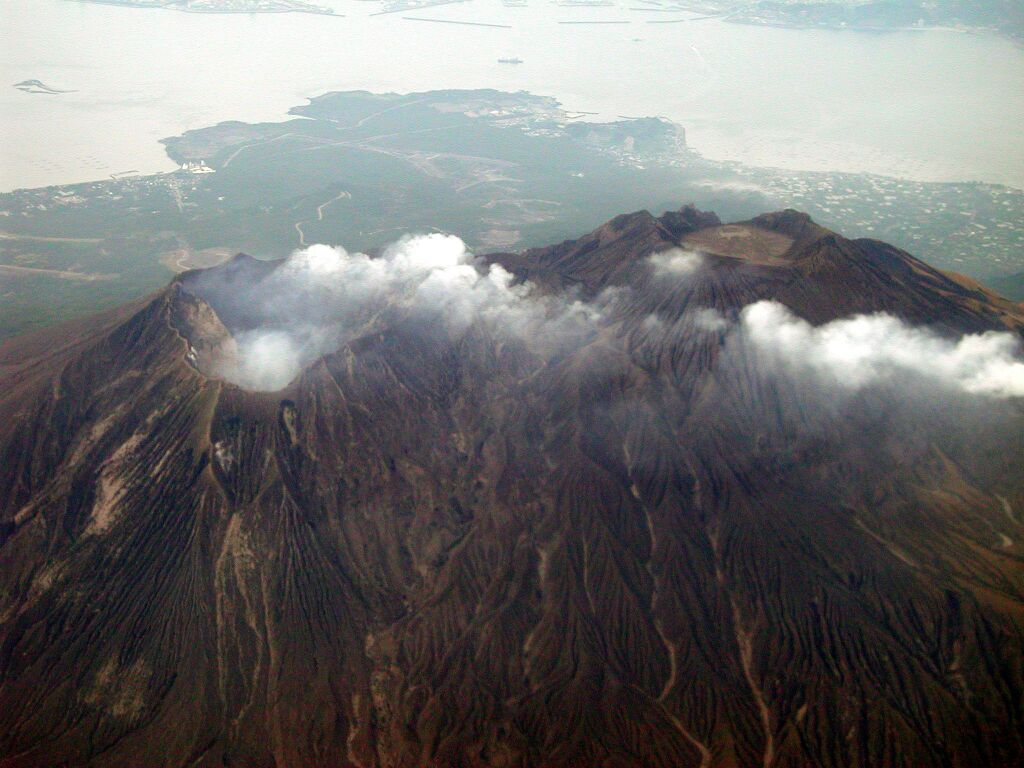
Szczyty Sakurajimy (2002)